# Gymnastik under sommer-OL 2016 – Reck (herrer)
Mændenes konkurrence i reck under sommer-OL 2016 i Rio de Janeiro fandt sted d. 16. august 2016 på HSBC Arena. Medaljerne blev overrakt af Claudia Bokel, IOC medlem, Tyskland og Naomi Valenzo, FIG eksekutivkomité medlem.